# Thiago Papel
Thiago Santos de Melo (sinh ngày 30 tháng 12 năm 1991) là một cầu thủ bóng đá chuyên nghiệp người Việt Nam nhập tịch từ Brasil thi đấu ở vị trí hậu vệ.

## Sự nghiệp
Thiago Melo sinh ra và lớn lên tại bang Sergipe, Brasil.

## Thống kê

### Sự nghiệp câu lạc bộ
Tính đến ngày 8 tháng 4 năm 2019.
| Câu lạc bộ            | Mùa giải            | League              | League  | League    | National Cup | National Cup | League Cup | League Cup | Khác    | Khác      | Tổng    | Tổng      |
| Câu lạc bộ            | Mùa giải            | Giải đấu            | Số trận | Bàn thắng | Số trận      | Bàn thắng    | Số trận    | Bàn thắng  | Số trận | Bàn thắng | Số trận | Bàn thắng |
| --------------------- | ------------------- | ------------------- | ------- | --------- | ------------ | ------------ | ---------- | ---------- | ------- | --------- | ------- | --------- |
| Guarani               | 2011                | –                   | –       | –         | 0            | 0            | 0          | 0          | 3       | 0         | 3       | 0         |
| Guarani               | 2012                | –                   | –       | –         | 0            | 0            | 0          | 0          | 0       | 0         | 0       | 0         |
| Guarani               | 2013                | –                   | –       | –         | 0            | 0            | 0          | 0          | 7       | 1         | 7       | 1         |
| Guarani               | 2014                | –                   | –       | –         | 0            | 0            | 0          | 0          | 10      | 0         | 10      | 0         |
| Guarani               | 2015                | –                   | –       | –         | 0            | 0            | 0          | 0          | 10      | 0         | 10      | 0         |
| Guarani               | Tổng                | Tổng                | 0       | 0         | 0            | 0            | 0          | 0          | 30      | 1         | 30      | 1         |
| River Plate-SE (mượn) | 2011                | Série D             | 2       | 0         | 0            | 0            | 0          | 0          | 0       | 0         | 2       | 0         |
| River Plate-SE (mượn) | 2012                | Série D             | 0       | 0         | 1            | 0            | 0          | 0          | 0       | 0         | 1       | 0         |
| River Plate-SE (mượn) | Tổng                | Tổng                | 2       | 0         | 1            | 0            | 0          | 0          | 0       | 0         | 3       | 0         |
| Coruripe (mượn)       | 2014                | Série D             | 4       | 0         | 0            | 0            | 0          | 0          | 4       | 1         | 8       | 1         |
| Coruripe              | 2015                | Série D             | 6       | 0         | 1            | 0            | 0          | 0          | 10      | 3         | 17      | 3         |
| Coruripe              | 2016                | Série D             | 0       | 0         | 2            | 0            | 5          | 0          | 11      | 0         | 18      | 0         |
| Coruripe              | Tổng                | Tổng                | 10      | 0         | 3            | 0            | 5          | 0          | 25      | 0         | 43      | 4         |
| Sergipe               | 2016                | Série D             | 6       | 0         | 0            | 0            | 0          | 0          | 0       | 0         | 6       | 0         |
| QNK Quảng Nam         | 2017                | V.League 1          | 24      | 3         | 0            | 0            | –          | –          | 0       | 0         | 24      | 3         |
| QNK Quảng Nam         | 2018                | V.League 1          | 18      | 2         | 0            | 0            | –          | –          | 1       | 1         | 19      | 3         |
| QNK Quảng Nam         | 2019                | V.League 1          | 4       | 0         | 0            | 0            | –          | –          | 0       | 0         | 4       | 0         |
| QNK Quảng Nam         | Tổng                | Tổng                | 46      | 5         | 0            | 0            | 0          | 0          | 1       | 1         | 47      | 5         |
| Tổng cộng sự nghiệp   | Tổng cộng sự nghiệp | Tổng cộng sự nghiệp | 64      | 5         | 4            | 0            | 5          | 0          | 56      | 6         | 127     | 11        |

Ghi chú
1. 1 2 3 4  Appearances in Campeonato Mineiro
2. 1 2 3  Appearance in Copa do Brasil
3. 1 2 3  Appearances in Campeonato Alagoano
4. ↑  Appearances in Copa do Nordeste
5. ↑  Appearances in Vietnamese National Football Super Cup

## Thành tích

### Câu lạc bộ
Quảng Nam
- V.League 1:

 Vô địch: 2017